# Pelecopsis cedricola
Pelecopsis cedricola là một loài nhện trong họ Linyphiidae.
Loài này thuộc chi Pelecopsis. Pelecopsis cedricola được miêu tả năm 1992 bởi Robert Bosmans & Abrous.